# Myrmarachne confusa
Myrmarachne confusa là một loài nhện trong họ Salticidae.
Loài này thuộc chi Myrmarachne. Myrmarachne confusa được Fred R. Wanless miêu tả năm 1978.